# Parada de Lakuabizkarra
Lakuabizkarra es una parada de la línea Ibaiondo - Salburua del tranvía de Vitoria, explotado por Euskotren Tranbia. Fue inaugurada el 23 de diciembre de 2008 junto a todas las paradas del ramal de Ibaiondo, desde la de Angulema hasta la de Ibaiondo.

## Localización
Se encuentra ubicada en la Calle Duque de Wellington, junto al Centro de Salud de Lakuabizkarra.

## Líneas
| Líneas que prestan servicio en la parada de Lakuabizkarra |            |       |             |             |
| << Cabecera                                               | < Anterior | Línea | Siguiente > | Cabecera >> |
| Ibaiondo                                                  | Landaberde | TVG   | Wellington  | Salburua    |